# Bogdanaklooster
Het Bogdanaklooster (Roemeens: Mănăstirea Bogdana) is een orthodox klooster in Rădăuți (Roemenië). Het klooster zou gesticht zijn in 1365 door de Moldavische prins Bogdan I en wordt aanzien als het oudste klooster van Moldavië en Boekovina. Stefaan de Grote (1457-1504) besliste om van de kloosterkerk, gewijd aan Sint-Nicolaas, een 'pantheon' voor de Moldavische prinsen te maken, om zo de dynastie van de Bogdan-Mușat te legitimeren.
De kloosterkerk hoort historisch bij de beschilderde kerken in Moldavië, maar is niet opgenomen in de Werelderfgoedlijst van UNESCO.

## Sint-Nicolaaskerk
Tussen 1479 en 1481 heeft een beeldhouwer met de naam Jan de tomben voor de Moldavische prinsen in de kerk gebeeldhouwd. Bij die gelegenheid werden er ook fresco's aangebracht door een anonieme meester. Meesterwerk is een voorstelling van Stefaan de Grote met zijn voorouders, de eerste genealogische schildering in de Roemeense geschiedenis. Stefaan met naast hem zijn echtgenote Maria Voichița zijn afgebeeld na de stichters van de kerk om zo de continuïteit van de dynastie te benadrukken. Daarnaast zijn de fresco's in het sanctuarium, plaats voorbehouden aan de priester, van opmerkelijke kwaliteit.
De fresco's hebben erg geleden onder de tijd en onder onoordeelkundige retouches in de 19e eeuw. In 2020 volgde er een restauratie.

## Galerij

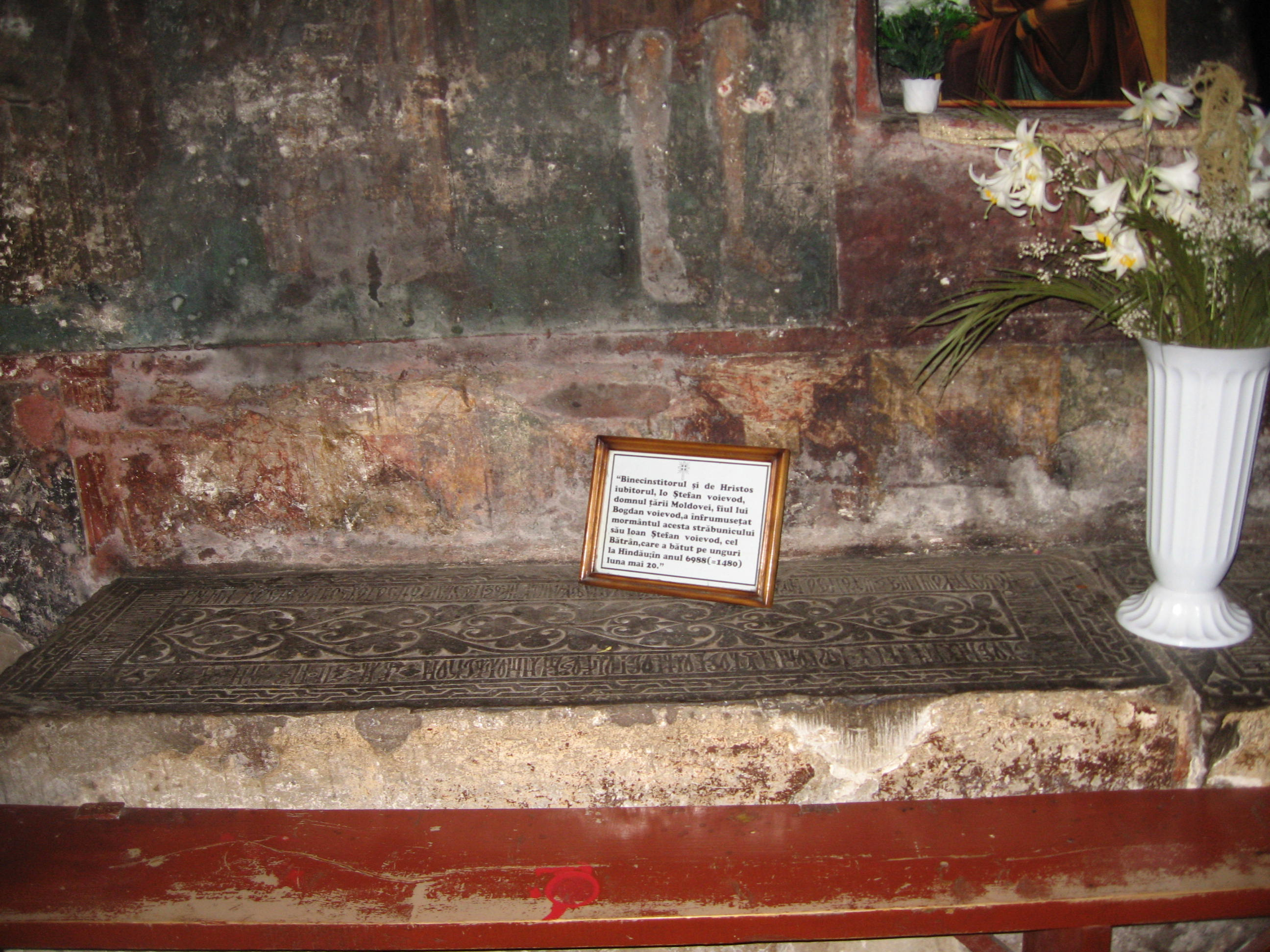
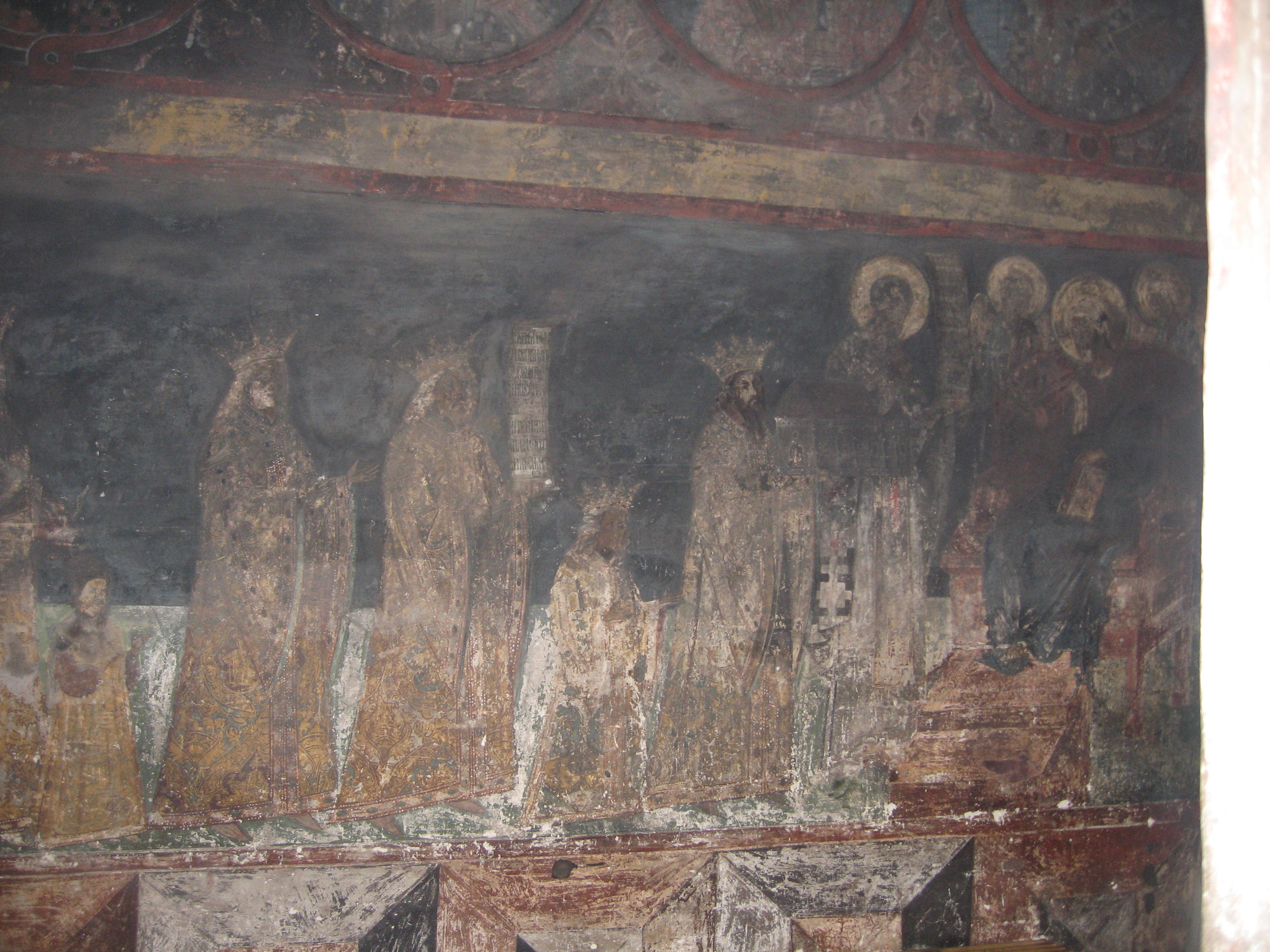
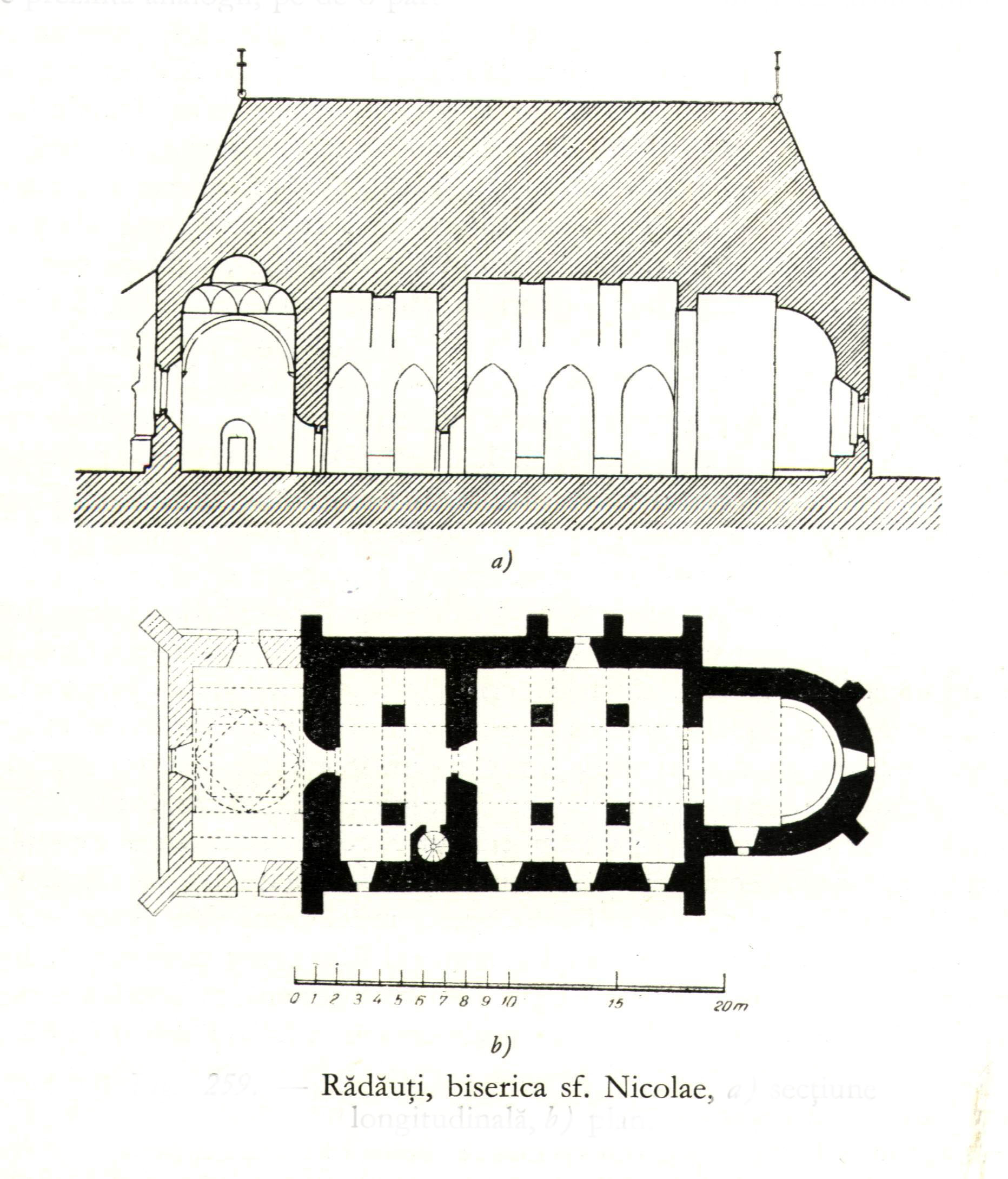